# Río Ceyhan
El río Ceyhan (en turco: Ceyhan Nehri o Ceyhan Çayı) es un largo río costero de Turquía que desemboca en el mar Mediterráneo, en el golfo de Alejandreta, en el límite de los distritos de Karataş y de Yumurtalık. El río atraviesa la ciudad de Ceyhan, que le da nombre, y en su curso se ha construido la presa de Menzelet.

## Historia
Su nombre antiguo era el Píramo, (Pyramus o Pyramos). A la descripción del Píramo dedica un parágrafo completo el geógrafo griego Estrabón. El nombre de Ceyhan está más próximo al de Jihoun, nombre dado por los geógrafos árabes de la Edad Media al Amu Darya. El curso inferior de este río ha cambiado varias veces. El río Seyhan, cuyas aguas también descienden de la región de Adana, ha tenido a lo largo de la historia una desembocadura común con el Ceyhan y ha sido considerado como uno de sus afluentes. En la actualidad sus bocas están separadas por más de 60 km. El nombre de Seyhan es similar al de Sihoun, nombre dado por los geógrafos medievales árabes al Syr-Daria, estableciendo un vínculo entre Cilicia y Sogdiana.

## Geografía
El río Ceyhan tiene una longitud de 509 kilómetros. Tiene sus fuentes en las proximidades de Elbistan, en la provincia de Kahramanmaraş. Nace de la confluencia de varios ríos de la región, como el Söğütlü Deresi, el Hurma Çayı y el Göksun Çayı. A continuación, pasa a través de estrechas gargantas y está represado por las presas de Menzelet, de Kılavuzlu, de Sir (donde recibe al Aksu), de Berke y de Aslantaş. Luego entra en la llanura de Cilicia (Çukurova). Atraviesa la ciudad de Ceyhan antes de desembocar en el mar Mediterráneo, en la costa septentrional del golfo de Alejandreta.